# Melanie Safka
Melanie Ann Safka-Schekeryk, conhecida artisticamente  como Melanie ou Melanie Safka (Nova Iorque, 3 de fevereiro de 1947 – 23 de janeiro de 2024), foi uma cantora e compositora norte-americana.
Começou a tocar e cantar em clubes de música folk no Greenwich Village enquanto era estudante da American Academy of Dramatic Arts e assinou seu primeiro contrato em 1967, com a Columbia Records nos Estados Unidos por quem gravou dois singles. Posteriormente assinou com a Buddah Records e conseguiu seu primeiro sucesso na Europa, quando Bobo's Party chegou ao primeiro lugar da parada na França, em 1969.

## Woodstock e o sucesso
Seu primeiro álbum recebeu boas críticas da Billboard e meses depois, Beautiful People, deste mesmo álbum, tornou-se um hit nos Países Baixos. Melanie então foi ao Festival de Woodstock, onde tocou numa noite chuvosa para meio milhão de pessoas, e dessa sua experiência veio a canção que seria sua assinatura musical, Lay Down (Candles in the Rain), inspirada pela visão da multidão acendendo velas e isqueiros na escuridão, durante sua apresentação. A combinação do pop com o gospel, a letra emocionante e a sinceridade hippie que eram a marca de Melanie, fizeram da música um sucesso na Europa, nos Estados Unidos e no mundo todo, na primavera de 1970.
Lay Down foi seu primeiro grande sucesso nos EUA, atingindo a 6.ª posição na Billboard 100, a transformou num grande nome internacional e fez dela um ícone da geração hippie. Um cover de Ruby Tuesday, dos Rolling Stones, seguiu-se a ela, também indo bem nas paradas.

## Estrela hippie

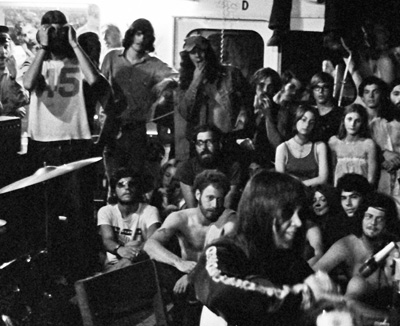
Melanie no 'palco' do Powder Ridge Rock Festival, em 1970.

Politicamente engajada contra a Guerra do Vietnã e a favor da geração do Verão do Amor que dominava a contracultura americana, ela foi a única artista a participar do banido Powder Ridge Rock Festival, um festival de música cancelado pela justiça a pedido dos moradores, em Connecticut, após 30 mil pessoas já estarem no local sem água, comida e com eletricidade cortada, e cantou sozinha para os presentes, num happening num palco em cima de um caminhão junto com a audiência e apenas com seu violão.
Pouco depois, ela foi para a Inglaterra e apresentou-se no Festival da Ilha de Wight, onde foi apresentada por Keith Moon, baterista do The Who, e ovacionada de pé pelas 600 mil pessoas presentes.
Após deixar a Buddah Records pela insistência da gravadora para que ela gravasse álbuns em prazos mais curtos - e ela já gravava três por ano - Melanie montou seu próprio selo em 1971, Neighborhood Records, com seu marido e produtor Peter Schekeryk. E foi neste selo que ela alcançou seu maior sucesso nos EUA, chegando ao primeiro lugar das paradas em 1972 com Brand New Key, também conhecida como The Roller Skate Song. O single vendeu mais de três milhões de cópias em todo o mundo e foi usada como trilha sonora do filme de 1997 Boogie Nights. Quando foi lançada, entretanto, chegou a ser banida de algumas rádios pela letra ser interpretada como um sugestão de uma relação sexual.
Seguindo-se a Brand New Key, Melanie lançou Ring the Living Bell pelo seu selo e, para competir com ela, sua antiga gravadora lançou simultaneamente The Nickel Song, gravada ainda no seu tempo na Buddah e as duas singles entraram juntas na paradas Top40 da Billboard, enquanto Brand New Key ainda estava nela. Isso fez com que Melanie se tornasse a primeira mulher a ter três canções ao mesmo tempo entre os 40 maiores hits na Billboard na história. No fim do ano, ela foi eleita a melhor vocalista do ano de 1972 pela revista.
Em 1973 ela começou a se retirar lentamente das gravações e dos shows para cuidar da família, com o nascimento de sua filha Leilah naquele ano. Uma de suas últimas turnês da época foi em benefício da UNICEF, de onde foi nomeada embaixadora, para levantar fundos para a instituição. Sua apresentação perante a Assembleia Geral das Nações Unidas - primeira artista pop-solo a se apresentar ali -  foi aplaudido de pé pelos delegados dos países presentes.

## Carreira posterior e morte

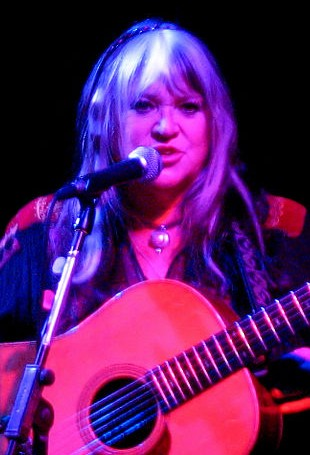
Melanie em Munique, 2009.

Melanie continuou a lançar a média de um disco por ano - o que faz desde 1969 - em sua carreira posterior, apesar de não fazer mais o mesmo sucesso popular de seu auge, no ínício da década de 1970. Em 1976, seu álbum Photograph foi considerado um dos melhores do ano pelo The New York Times mas mesmo assim foi ignorado pelo grande público.
Em 1989 ela ganhou um prêmio Emmy, pela letra da música tema da série de TV A Bela e a Fera.
Com apenas uma excepção, todos os seus álbuns - dois deles premiados com o Disco de Ouro - foram produzidos por seu marido Peter. Eles tem três filhos e um deles, Beau-Jarred, é o guitarrista de Melanie em seus shows.
Com mais de 80 milhões de discos vendidos em toda a carreira, morou em Nashville, Tennessee.
Morreu em 23 de janeiro de 2024, aos 76 anos.

## Discografia
- 1968 – Born to Be
- 1969 – Affectionately/Melanie
- 1970 – Melanie/Candles in the Rain
- 1970 – Leftover Wine
- 1970 – RPM – Soundtrack
- 1971 – All the Right Noises – Soundtrack
- 1971 – The Good Book
- 1971 – Gather Me
- 1971 – Live at Montreux
- 1971 – Garden in the City
- 1972 – Stoneground Words
- 1973 – Melanie at Carnegie Hall
- 1973 – Please Love Me
- 1974 – Madrugada
- 1974 – As I See It Now
- 1975 – Sunset and Other Beginnings
- 1976 – Photograph
- 1978 – Phonogenic/Not Just Another Pretty Face
- 1979 – Ballroom Streets
- 1982 – Arabesque
- 1983 – Seventh Wave
- 1985 – Am I Real or What
- 1987 – Melanie
- 1989 – Cowabonga
- 1991 – Precious Cargo
- 1993 – Freedom Knows My Name
- 1993 – Silver Anniversary Unplugged
- 1995 – Old Bitch Warrior
- 1996 – Unchained Melanie
- 1996 – Her Greatest Hits Live & New
- 1997 – Lowcountry
- 1997 – On Air
- 1997 – Antlers
- 2002 – Moments from my life
- 2002 – Crazy Love
- 2004 – Paled by Dimmer Light
- 2005 – Photograph Double Exposure
- 2010 – Ever Since You Never Heard of Me